# Sekundærrute 487
De Sekundærrute 487 is een secundaire weg in Denemarken. De weg loopt van Tistrup via Grindsted en Filskov naar Give. De Sekundærrute 487 loopt door Zuid-Denemarken en is ongeveer 52 kilometer lang.